# Correlophus sarasinorum
Correlophus sarasinorum är en ödleart som beskrevs av  Roux 1913. Correlophus sarasinorum ingår i släktet Correlophus och familjen geckoödlor. IUCN kategoriserar arten globalt som sårbar. Inga underarter finns listade i Catalogue of Life.